# Dischista rojkoffi
Dischista rojkoffi är en skalbaggsart som beskrevs av Franz Antoine 2010. Dischista rojkoffi ingår i släktet Dischista och familjen Cetoniidae. Inga underarter finns listade i Catalogue of Life.